# Polipirol
Polipirol (PPy) – organiczny związek chemiczny z grupy polimerów przewodzących prąd elektryczny zawierający heterocykliczny układ pirolu.